# Мартин, Альберто
Альберто Мартин Магрет (исп. Alberto Martín Magret; род. 20 августа 1978 года в Барселоне, Испания) — испанский профессиональный теннисист; победитель шести турниров ATP (из них три в одиночном разряде); победитель одного юниорского турнира Большого шлема в одиночном разряде (Открытый чемпионат Франции-1996).

## Общая информация
Альберто начал играть в теннис в возрасте шести лет. Любимая поверхность — грунт. Болельщик футбольного клуба Эспаньол.

## Спортивная карьера
Мартин начал теннисную карьеру с 1995 года. В 1996 году он победил на юниорском турнире Открытого чемпионата Франции. В том же году он победил на престижном юниорском турнире Orange Bowl в возрастной категории до 18 лет. В 1996 году он также дебютировал на домашнем для себя турнире АТП в Барселоне. В основной сетке турнира серии Большого шлема Альберто дебютировал в 1997 году. Произошло это на Открытом чемпионате Франции, где годом ранее он выиграл юниорские соревнования. В июле 1997 он впервые дошёл до полуфинала турнира АТП в Умаге. В 1998 году испанец победил на турнире серии «челленджер» в Севилье.
В марте 1999 года на турнире основного тура в Касабланке, обыграв в решающем матче Фернандо Висенте со счётом 6-3, 6-4, Альберто Мартин завоевал первый свой титул АТП в карьере. Также в том месяце Альберто впервые в карьере поднялся в топ-100 мирового рейтинга. В сентябре 1999 года ему удалось выиграть турнир в Бухаресте, обыграв в финале Карима Алами 6-2, 6-3. Годом позже на этом турнире он завоевал парный титул совместно с Эялем Раном.
В апреле 2001 года Альберто Мартин на турнире на Мальорке выиграл третий одиночный турнир АТП-тура в карьере, обыграв в финале Гильермо Корию. В июне того года он достиг высшей строчки в рейтинге — 35-е место. В 2002 году Альберто единственный раз в карьере сыграл за сборную Испании в Кубке Дэвиса. В феврале 2005 года Мартин дошёл до финала турнира в Коста-ду-Сауипе. Это же достижение на данном турнире ему удалось повторить через год. На Открытом чемпионате Франции 2006 года ему впервые удалось дойти до 1/8 финала турнира серии Большого шлема. В 2006 году он победил вместе с Фернандо Висенте на парных соревнованиях турнира в Амерсфорте. В 2009 Альберто выиграл такие же соревнования в Буэнос-Айресе в паре с Марселем Гранольерсом. В 2010 году он завершил профессиональную карьеру.

## Рейтинг на конец года
| Год  | Одиночный рейтинг | Парный рейтинг |
| 2010 | 243               | 1 003          |
| 2009 | 128               | 141            |
| 2008 | 100               | 120            |
| 2007 | 143               | 239            |
| 2006 | 61                | 79             |
| 2005 | 50                | 207            |
| 2004 | 68                | 98             |
| 2003 | 54                | 193            |
| 2002 | 61                | 148            |
| 2001 | 41                | 194            |
| 2000 | 79                | 86             |
| 1999 | 57                | 103            |
| 1998 | 105               | 97             |
| 1997 | 111               | 77             |
| 1996 | 226               | 254            |
| 1995 | 205               | 626            |
| 1994 | 753               | 569            |
| 1993 | 851               |                |

По данным официального сайта ATP на последнюю неделю года.

## Выступления на турнирах

### Финалы турнировATPв одиночном разряде (5)

#### Победы (3)
| Титулы                     |
| -------------------------- |
| Турниры Большого Шлема (0) |
| Кубок Мастерс (0)          |
| ATP Masters (0)            |
| ATP International Gold (0) |
| ATP International (3+3*)   |

| Титулы по покрытиям | Титулы по месту проведения матчей турнира |
| ------------------- | ----------------------------------------- |
| Хард (0)            | Зал (0)                                   |
| Грунт (3+3*)        | Зал (0)                                   |
| Трава (0)           | Открытый воздух (3+3)                     |
| Ковёр (0)           | Открытый воздух (3+3)                     |

* количество побед в одиночном разряде + количество побед в парном разряде.
| №  | Дата             | Турнир              | Покрытие | Соперник в финале | Счёт        |
| 1. | 22 марта 1999    | Касабланка, Марокко | Грунт    | Фернандо Висенте  | 6-3 6-4     |
| 2. | 27 сентября 1999 | Бухарест, Румыния   | Грунт    | Карим Алами       | 6-2 6-3     |
| 3. | 7 мая 2001       | Мальорка, Испания   | Грунт    | Гильермо Кориа    | 6-3 3-6 6-2 |

#### Поражения (2)
| №  | Дата            | Турнир                        | Покрытие | Соперник в финале | Счёт           |
| 1. | 20 февраля 2005 | Коста-ду-Сауипе, Бразилия     | Грунт    | Рафаэль Надаль    | 0-6 7-6(2) 1-6 |
| 2. | 26 февраля 2006 | Коста-ду-Сауипе, Бразилия (2) | Грунт    | Николас Массу     | 3-6 4-6        |

### Финалы турнировATPв парном разряде (6)

#### Победы (3)
| №  | Дата             | Турнир                  | Покрытие | Партнёр            | Соперники в финале                | Счёт           |
| 1. | 18 сентября 2000 | Бухарест, Румыния       | Грунт    | Эяль Ран           | Девин Боуэн Мариано Худ           | 7-6(4) 6-1     |
| 2. | 17 июля 2006     | Амерсфорт, Нидерланды   | Грунт    | Фернандо Висенте   | Лукас Арнольд Кер Кристофер Кас   | 6-4 6-3        |
| 3. | 22 февраля 2009  | Буэнос-Айрес, Аргентина | Грунт    | Марсель Гранольерс | Николас Альмагро Сантьяго Вентура | 6-3 5-7 [10-8] |

#### Поражения (3)
| №  | Дата             | Турнир                  | Покрытие | Партнёр          | Соперники в финале             | Счёт          |
| 1. | 14 сентября 1997 | Борнмут, Великобритания | Грунт    | Крис Уилкинсон   | Кент Киннэр Александар Китинов | 6-7(7) 2-6    |
| 2. | 4 октября 1999   | Палермо, Италия         | Грунт    | Лэн Бэйл         | Себастьян Прието Мариано Худ   | 3-6 1-6       |
| 3. | 1 мая 2000       | Мальорка, Испания       | Грунт    | Фернандо Висенте | Микаэль Льодра Диего Наргисо   | 6-7(2) 6-7(3) |